# NGC 5738
NGC 5738 é uma galáxia lenticular (S0) localizada na direcção da constelação de Virgo. Possui uma declinação de +01° 36' 13" e uma ascensão recta de 14 horas, 43 minutos e 56,5 segundos.
A galáxia NGC 5738 foi descoberta em 12 de Abril de 1864 por Albert Marth.